# Megasema nigrescens
Megasema nigrescens är en fjärilsart som beskrevs av Buresch 1915. Megasema nigrescens ingår i släktet Megasema och familjen nattflyn. Inga underarter finns listade i Catalogue of Life.